# Astragalus vaginatus
Astragalus vaginatus är en ärtväxtart som beskrevs av Pall.. Astragalus vaginatus ingår i släktet vedlar, och familjen ärtväxter. Inga underarter finns listade i Catalogue of Life.